# Jujulapur, Sindhnur
Jujulapur là một làng thuộc tehsil Sindhnur, huyện Raichur, bang Karnataka, Ấn Độ.